# Sønderho Kro
Sønderho Kro er en Kongelig privilegeret kro siden 1722 i Sønderho på Fanø. Den fredede kro er en af Danmarks ældste og bedst bevarede kroer, beliggende få meter fra diget med udsigt til marsken og Vadehavet. 1977 opføres en ny værelsesfløj. Der er restaurant med 13 værelser og mødelokaler. Fundamentet i kroens køkken er de regionale produkter som lam, østers, vilde urter og bær, og inspiration fra naturen og Vadehavet. 
Jakob Sullestad der ejer og driver kroen, har sammen med fotografen Claes Bech-Poulsen i 2015 udgivet bogen "Sønderho Kro Anno 1722". Bogen fortæller historien om Sønderho Kro, naturen omkring kroen og de særlige fødevarer i Vadehavet.

## Kroens historie
Sønderho var et overfartsted til Ribe og Mandø. Ofte blev overfarten forhindret af storm og uvejr, således at folk blev tvunget til ufrivilligt ophold. Den første bevillingshaver til dette kroeri er Jørgen Frandsen i Ribe og hans hustru Margrethe Andersdatter, der den 27. oktober 1664 får bevilling til at drive en kro i Sønderho.  Om beliggenheden af kroen i Sønderho før 1722 er der i dag ingen sikre spor. 
20. april 1685 overtager Oluf Christian Engelstoft og hustru Margrethe Klyne fæstebrev til "Synderhoe krou".
1722 arver Engelstofts datter Otte Sophie Engelstoft bevillingen i 1722, da hendes moder dør. Den 2. maj 1722 lader hun opføre en ny krogård i Sønderho. Grunden til at Otte Sophie lader bygge en ny kro, er sandsynligvis, at den gamle kro var blevet for afsondret.
1728 sælger Otte Sophie Engelstoft Sønderho Kro til Peder Hansen Brinch, som herved erhverver sig skødet på kroen, men Otte Sophie beholder stadig bevillingen. Ved hendes død i 1742 ansøger han selv om denne, og får bevillingen den 20. august 1742. 
1744 overtager Peder Hansen Brinchs søn Søren Pedersen Brinch kroen og retten til at drive den. 1757 udvider han kroen, som nu består af 13 fag og ladehuset af 10 fag. Søren Pedersen Brinch dør den 29. oktober 1805, 84 år gammel. Hans enke Anne Margrethe Rasch driver kroen 1806, hvor hun overgiver kroen til sønnen Jens Sørensen Brinch. hun bliver dog selv boende på kroen, idet der udfærdiges en aftægtskontrakt mellem hende og sønnen. 1820 får Jens Sørensen Brinch tilladelse til at drive drive høker handel, men kun på den betingelse, at han ikke må handle med selvimporterede varer fra udlandet. Alle disse varer skulle han hente i nærmeste købstad (Ribe). Omgik han denne regel havde toldvæsenet ret til at idømme ham en bøde.
1831 sælger Jens Sørensen Brinch Sønderho Kro til købmand Lauritz Christensen fra Tønder for 1280 rigsdaler. Ifølge købekontrakten skal Jens Sørensen Brinchs mor enkefru Rasch efter salget bebo det værelse på kroen, som hun hidtil har beboet, det såkaldte aftægtskammer. Ligeledes skal Lauritz Christensen forsørge hende til hun dør. Det bliver dog ikke længe denne pligt hviler på ham. Hun dør den 10. marts 1832. 
Lauritz Christensen dør den 2. august 1866, 58 år gammel. Hans enke Anne Cathrine Christensen fortsætter virksomheden med sønnen Broder P. Christensen som bestyrer. Enken beslutter at sidde i uskiftet bo. Boet bliver vurderet til 3753 Rdl. Denne sum er dog nok ikke en realistisk sum. Kroen plus tilliggende jorde og huse har vel nok nærmere en værdi af 5 – 7000 Rdl. Kroen har på dette tidspunkt været en af de største jordejere på Fanø.
1871 får den nye telegrafstation plads i Sønderho Krogård, hvis ejer Broder Christensen var postsamler og postbefordrer. Han ansatte en mand til at varetage telegrafstationen. Ca. 1870 oprettedes der et kongeligt privilegeret brevsamlingssted på Sønderho Kro. Bestyrer blev Broder Christensen, som oppebar bevillingen til 1887, i hvilket år, der blev oprettet et regnskabsførende postkontor andetsteds. Broder Christensen forbliver ugift og efter hans død i 1898 er det broderen Balthazar, der bliver den ledende kraft, og som hjælp til madlavningen søstrene Laura (kaldet Krolaura) og Cathrine. Kroen blev i denne periode tilholdssted for de mange skippere og søfolk, når de var hjemme på øen. Det medførte naturligt, at kroen havde et stort avishold. Skipperne havde oftest part i skibe og ladninger. Det var derfor nødvendigt for dem at følge med i aviserne fra de store handelscentre; Hamburg, Amsterdam og nok også København. Mens aviserne blev studeret, nød man øens nationaldrik: Kaffepunchen. I slutningen af 1890’erne lukkede kroen sin købmandshandel.
1912 købte styrmand Sonnich Thomsen kroen for 14.300 kr. han drev kroen indtil 1919, da han solgte kroen  til frøken Skølvad, som driver indtil 1946 sammen med sin bror Johannes Pedersen. I de første 17 år havde frøken Skølvad ikke spiritusbevilling til kroen.  1930 bliver landbruget nedlagt og stalden bygget om til anneks med værelser. 1935  blev der bygget en ”festsal” af træ i haven mod øst og kroen fik spiritusbevilling. Under 2. verdenskrig blev kroen benyttet af tyske officerer, og umiddelbart efter krigen forlader frøken Skølvad kroen. 
1945 køber restauratør Heiberg kroen, Esbjerg og året efter sælger han den til restauratør Gerhard Christensen, Esbjerg. Indtil da havde der været værelser i den vestlige ende af kroen, men skillevæggene blev revet ned og den nuværende ”æ Raastow” opstod. En anden ting Gerhard Christensen fik gennemført var, at kroen blev rykket op fra fredningsklasse B til A. dette skete i 1952. 
I 1955 sælges kroen til autohandler Poul Pedersen og frue. Det var en tid, hvor turiststrømmen for alvor kom til Fanø. De drev kroen indtil 1962. 
1962 solgte Poul Petersen og frue kroen til Olga Henriksen, som i 1989 solgte den til Birgit og Niels Sørensen, som 2006 solgte kroen til Charlotte og Jakob Sullestad Nielsen.